# Rebecca West
Rebecca West, DBE, pseudônimo de Cecily (ou Cicily) Isabel Fairfield (21 de dezembro de 1892, Londres, Inglaterra – 15 de março de 1983) foi uma escritora inglesa.

## Carreira
Autora de diversos gêneros, West reviu livros para The Times, the New York Herald Tribune, The Sunday Telegraph eThe New Republic, e foi correspondente do The Bookman. Seus principais trabalhos incluem Black Lamb e Grey Falcon (1941), sobre a história e cultura da Iugoslávia; A Train of Powder (1955), sua cobertura dos julgamentos de Nuremberg, publicada originalmente na revista The New Yorker; The Meaning of Treason (publicado pela primeira vez como um artigo de revista em 1945 e depois expandido para o livro em 1947), mais tarde The New Meaning of Treason (1964), um estudo sobre o julgamento do fascista britânico William Joyce e outros; The Return of the Soldier (1918), romance modernista da Primeira Guerra Mundial; e a "trilogia Aubrey" de romances autobiográficos, The Fountain Overflows (1956), This Real Night (publicado postumamente em 1984) e Cousin Rosamund (1985). A Time a chamou de "indiscutivelmente a escritora número um do mundo" em 1947. Ela foi feita CBE em 1949, e DBE em 1959; Em cada caso, a citação diz: "escritor e crítico literário". Ela tomou o pseudônimo "Rebecca West" da jovem heroína rebelde em Rosmersholm de Henrik Ibsen. Ela recebeu a Medalha Benson.

## Obras

### Ficção
- Indissoluble Matrimony (1914)
- The Return of the Soldier (1918)
- The Harsh Voice:Four Short Novels (1935)
- The Thinking Reed (1936)
- The Fountain Overflows (1956)
- This Real Night (1984)
- Cousin Rosamund (1985)
- The Birds Fall Down (1966)
- Sunflower (1986)
- The Sentinel (2002)

### Não-ficção
- Henry James (1916)
- The Strange Necessity: Essays and Reviews (1928)
- Ending in Earnest: A Literary Log (1931)
- Arnold Bennett Himself (1932)
- St. Augustine (1933)
- The Modern Rake's Progress (1934)
- Black Lamb and Grey Falcon (1941)
- The Meaning of Treason (1949)
- The New Meaning of Treason (1964)
- A Train of Powder (1955)
- The Court and the Castle: some treatments of a recurring theme (1958)
- 1900 (1982)
- The Young Rebecca (1982)
- Family Memories: An Autobiographical Journey (1987)
- The Selected Letters of Rebecca West (2000)
- Survivors in Mexico[3] (2003), obra póstuma sobre as duas viagens de West ao México em 1966 e 1969, editada por Bernard Schweizer
- Woman as Artist and Thinker (2005)
- The Essential Rebecca West: Uncollected Prose (2010)[4]

### Crítica e biografia
- Wolfe, Peter (1 de novembro de 1971). Rebecca West: artist and thinker. [S.l.]: Southern Illinois University Press. ISBN 978-0-8093-0483-7
- Deakin, Motley F. (1980). Rebecca West. Col: Twayne Authors. [S.l.]: Twayne. ISBN 978-0-8057-6788-9
- Orel, Harold (1986). The literary achievement of Rebecca West. [S.l.]: Macmillan. ISBN 978-0-333-23672-7
- Glendinning, Victoria (1987). Rebecca West: A Life. [S.l.]: Knopf. ISBN 0394539354
- Rollyson, Carl E. (1996). Rebecca West: a life. [S.l.]: Scribner. ISBN 0684194309
- Rollyson, Carl (março de 2007) [1998]. The Literary Legacy of Rebecca West. [S.l.]: iUniverse. ISBN 978-0-595-43804-4
- Norton, Ann V. (2000). Paradoxical Feminism: The Novels of Rebecca West. [S.l.]: International Scholars Publications. ISBN 978-1-57309-392-7
- Schweizer, Bernard (2002). Rebecca West: heroism, rebellion, and the female epic. [S.l.]: Greenwood. ISBN 978-0-313-32360-7
- Rollyson, Carl (2005). Rebecca West and the God That Failed: Essays. [S.l.]: iUniverse. ISBN 978-0-595-36227-1
- Schweizer, Bernard, ed. (2006). Rebecca West Today: Contemporary Critical Approaches. [S.l.]: University of Delaware Press. ISBN 978-0-87413-950-1